# 直宮家
直宮家（日语：／ Jikimiyake */?），是日本天皇的皇子或皇兄弟所創設的宮家，有別於一般宮家。
1947年（昭和22年）10月14日，二戰結束後除了大正天皇的皇子（時任天皇裕仁的皇弟）所創立的三個直宮家（秩父宮、高松宮、三笠宮），其他旁系宮家皆脫離皇籍。

## 近代天皇的直宮家

### 明治天皇的直宮家
明治天皇總共有四個皇子，但除了後來繼承皇位的明宮嘉仁親王之外，其餘三位皇子皆夭折，因此在明治天皇任內沒有創設直宮家。

### 大正天皇的直宮家
為昭和天皇的弟弟（日文稱弟宮）。
- 秩父宮：淳宮雍仁親王於1922年（大正11年）创立。已絕嗣。秩父宮妃勢津子（日语：雍仁親王妃勢津子）生前希望能夠迎文仁親王為養子，以讓秩父宮家再興[來源請求]。
- 高松宮：光宮宣仁親王於1913年（大正2年）創立。已絕嗣。由於高松宮家和文仁親王有著很深厚的關係，因此也曾表達希望能夠讓文仁親王繼承高松宮家[來源請求]。
- 三笠宮：澄宮崇仁親王於1935年（昭和10年）創立。現存，但即將絕嗣（崇仁親王及其三子已逝世而無男嗣）。

### 昭和天皇的直宮家
為上皇的弟弟（日文稱弟宮）。
- 常陸宮：義宮正仁親王於1964年（昭和39年）創立。現存，但即將絕嗣（正仁親王終生無生育）。

### 上皇的直宮家
為今上天皇的弟弟
- 秋篠宮：禮宮文仁親王於1990年（平成2年）創立。現存，但可能因文仁親王或悠仁親王繼位而被廢除。